# Hệ bạch huyết
Hệ bạch huyết là một phần của hệ miễn dịch của động vật có xương sống chống lại mầm bệnh, các dị vật và các tế bào biến dạng (ung thư). Ngoài nhiệm vụ bảo vệ cơ thể nó cũng là một phần của hệ tuần hoàn có nhiệm vụ cân bằng thể dịch, hấp thu chất béo. Nó bao gồm bạch huyết, mạch bạch huyết, mô bạch huyết, hạt/mấu bạch huyết, hạch bạch huyết, hạch họng, lá lách, và tuyến ức.
Hệ bạch huyết được hai người Olaus Rudbeck và Thomas Bartholin độc lập với nhau mô tả lần đầu tiên vào thế kỷ 17. Không giống như hệ tuần hoàn, hệ bạch huyết không phải là một hệ thống đóng.

## Chức năng

### Cân bằng thể dịch
Mỗi ngày có khoảng 30 lít dịch đi từ các mao mạch máu vào dịch kẽ, trong đó chỉ có 27 lít đi ngược trở lại. Nếu 3 lít còn lại vẫn ở lại dịch kẽ, sẻ gây phù làm tổn thương mô và cuối cùng là tử vong. Nhờ có hệ bạch huyết 3 lít dịch này được đi vào các mao mạch bạch huyết. Các dịch này gọi là bạch huyết. Bạch huyết đi qua mạch bạch huyết rồi trở về máu. Cùng với nước, bạch huyết chứa các chất tan lấy từ hai nguồn:
- Các chất trong huyết tương, như các ion, các chất dinh dưỡng, các khí, và một số protein, đi từ mao mạch máu vào dịch kẽ và trở thành thành phần của bạch huyết.
- Các chất lấy từ các tế bào như các hormone, các enzym[ và các chất thải, cũng được tìm thấy trong bạch huyết.

### Hấp thu chất béo
Hệ bạch huyết hấp thụ các chất béo và các chất khác từ đường tiêu hóa.
Các mạch bạch huyết gọi là 
các bạch mạch – lacteal (đọc: lak'te-al) nằm ở lớp lót ruột non. Mỡ đi vào các lacteal và đi qua các mạch bạch huyết vào vòng tuần hoàn tĩnh mạch. Bạch huyết đi qua các mạch bạch huyết này, gọi là dưỡng trấp – chyle (đọc:kil), có dạng sữa vì có chứa mỡ.

### Bảo vệ
Các vi thể và các dị vật đổ vào bạch huyết và máu từ các hạch bạch huyết và lá lách. Thêm nữa, các tế bào bạch huyết và các tế bào khác có khả năng tiêu hủy các vi thể và các dị vật này.

## Cơ chế
Ba cơ chế chính chịu trách nhiệm cho chuyển dịch của bạch huyết trong mạch. 
- Sự co mạch bạch huyết. Ở nhiều bộ phận của cơ thể, mạch bạch huyết bơm bạch huyết đi. Các van một chiều chia các mạch bạch huyết ra thành các hốc, hoạt động như "các quả tim sơ khai". Bạch huyết di chuyển vào hốc, các cơ trơn ở thành hốc co, và bạch huyết chảy đến hốc kế tiếp. Một số tế bào cơ trơn ở thành mạch bạch huyết là các tế bào tạo nhịp.

Các tế bào tạo nhịp tự động khử cực, gây sự co cơ theo chu kỳ của các mạch bạch huyết.
- Sự co của cơ xương. Khi tế bào cơ xung quanh co, mạch bạch huyết bị đè ép, làm cho bạch huyết chuyển động.
- Các thay đổi áp lực lồng ngực. Trong quá trình hít vào, áp lực ở khoang lồng ngực giảm, các mạch bạch huyết mở rộng và bạch huyết chảy vào đó. Khi thở ra, áp lực khoang lồng ngực tăng, mạch bạch huyết bị đè ép, làm bạch huyết chảy đi.

## Cấu tạo
Hệ bạch huyết bao gồm các cơ quan lympho (cơ quan dạng bạch huyết), một hệ mạch bạch huyết và các bạch huyết luân chuyển. 

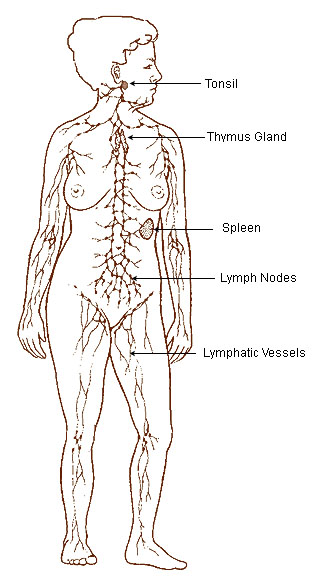

### Cơ quan lympho
Cơ quan, mô lympho chia làm hai loại trung ương và ngoại vi có cấu trúc và chức năng khác nhau trong hệ thống miễn dịch.

#### Cơ quan lympho trung ương
Cơ quan lympho trung ương còn gọi là cơ quan lympho gốc, nơi sản sinh ra các tế bào gốc (stem cells), nơi huấn luyện biệt hóa các tế bào gốc thành các tế bào chín. Sự trưởng thành, biệt hóa của các tế bào gốc ở các cơ quan lympho trung ương không cần sự có mặt của kháng nguyên.
Tuyến ức
Tuyến ức được tạo nên bởi các tế bào dạng lympho và các tế bào dạng biểu mô. Tuyến ức không tham gia trực tiếp vào quá trình đáp ứng miễn dịch, nhưng đã tạo ra một vi môi trường tối cần thiết cho sự phân chia, biệt hóa của dòng lympho bào T. Tuyến ức đảm nhận chức năng huấn luyện, phân chia, biệt hóa các lympho bào dòng T nhờ các yếu tố hòa tan do các tế bào biểu mô tuyến tiết ra gọi chung là thymulin, thymosin…Tại đây các tiền thân của dòng lympho T được đổi mới các dấu ấn bề mặt, sau đó đổ vào máu và đi tới các mô lympho ngoại vi.
Mỗi tiểu thùy của tuyến ức được chia làm hai vùng: vùng vỏ và vùng tủy
- Tại vùng vỏ, các tiền thymo bào chuyển thành thymo bào chưa chín và đi vào vùng tủy.
- Vùng tủy là nơi trưởng thành của các thymo bào chưa chín thành các lympho bào T chín và rời tuyến đi vào máu.

Tủy xương
Tủy xương không phải là cơ quan dạng lympho nhưng là nơi sản sinh các tế bào gốc đa năng, tiền thân của các tế bào có thẩm quyền miễn dịch và các tế bào máu khác.
Bursa Fabricius (Túi Fabricius)
Túi chỉ có ở loài chim, là một cơ quan lympho biểu mô nằm ở gần ổ nhớp, chứa các nang lympho và cũng được chia thành vùng vỏ và vùng tủy. Khi gà bị phá hủy túi Fabricius thì lượng globulin miễn dịch (Ig) trong máu giảm, không có tương bào, dẫn đến giảm đáp ứng miễn dịch dịch thể.

#### Cơ quan lympho ngoại vi
Là nơi trú ngụ và tập trung chủ yếu của các lympho bào, sau đó là đại thực bào. Kháng nguyên được tập trung ở đây kích thích các tế bào phân chia, biệt hóa thành các tế bào hiệu lực để xử lý loại trừ kháng nguyên.
Bạch huyết
Bạch huyết là dịch trong suốt bao bọc các mô của cơ thể, giữ cân bằng chất lỏng, và loại bỏ vi khuẩn khỏi các mô. Bạch huyết thâm nhập hệ tuần hoàn qua các mạch bạch huyết.
Bạch huyết được vận chuyển từ các mô tới tĩnh mạch qua hệ thống mạch bạch huyết. Trong hệ thống đó, bạch huyết được lọc qua các cơ quan như lá lách, tuyến ức (thymus) và các hạch bạch huyết. Ở động vật có vú, bạch huyết được đẩy qua các mạch bạch huyết chủ yếu bởi hiệu ứng vận động của các cơ xung quanh mạch.
Thành phần chủ yếu của bạch huyết là các bạch huyết bào (lymphocyte) và đại thực bào (macrophage). Hệ miễn dịch sử dụng các tế bào này để chống lại sự thâm nhập của các vi sinh vật ngoại lai. Tất cả các động vật đa bào đều phân biệt giữa các tế bào của chính mình và các vi sinh vật ngoại lai, chúng cố gắng trung hòa hoặc ăn các vi sinh vật ngoại lai. Các đại thực bào là các tế bào có nhiệm vụ bao vây và ăn sinh vật ngoại lai. Còn bạch huyết bào là các tế bào bạch cầu có nhiệm vụ trung hòa các vi sinh vật ngoại lai bằng hóa học.
Mạch bạch huyết
Các mạch bạch huyết là thiết yếu cho việc duy trì cân bằng thể dịch. Các mạch này là các ống nhỏ, bít một đầu gọi là các mao mạch bạch huyết. Các thể dịch có khuynh hướng chảy ra khỏi các mao mạch máu đổ vào các khoang mô. Dịch dôi ra đi qua các khoang mô và vào các mao mạch bạch huyết để trở thành bạch huyết. Các mao mạch bạch huyết có ở hầu khắp các mô trong cơ thể. Ngoại trừ ở thần kinh trung ương, tủy xương và các mô không có tưới máu, như sụn, biểu bì và giác mạc. Một nhóm mao mạch bạch huyết nông nằm ở phần dưới da và hạ bì. Một nhóm mao mạch bạch huyết sâu dẫn lưu cho các cơ, khớp, phủ tạng và các cấu trúc nằm trong sâu.
Các mao mạch bạch huyết khác với các mao mạch máu ở chỗ chúng không có lớp màng nền và các tế bào biểu mô đơn giản có hình vảy hơi chồng lên nhau và tế bào này đính vào tế bào kia một cách lỏng lẻo. Theo cấu trúc này thì có hai điều xảy ra. Thứ nhất, mao mạch bạch huyết có tính thấm hơn rất nhiều so với mao mạch máu, và không có cái gì ở dịch kẽ lại không có ở các mao mạch bạch huyết. Thứ hai, biểu mô ở mao mạch bạch huyết hoạt động như một loạt van mở theo một hướng cho phép thể dịch vào được mao mạch bạch huyết mà không cho trôi ngược trở ra khoang dịch kẽ.
Hạch bạch huyết
Các hạch bạch huyết nhỏ, tròn, cấu trúc hình hạt đậu, kích cỡ đa dạng dài từ 1-25mm. Chúng phân bố dọc theo đường đi của mạch bạch huyết. Trong hạch có chứa bạch huyết, các vi khuẩn và các chất thải ra. Thêm vào đó, các tế bào bạch huyết tụ tập, hoạt động và tăng sinh trong các hạch bạch huyết.
Các hạch bạch huyết được xếp loại từ nông đến sâu. Các hạch bạch huyết nông nằm ở lớp hạ bì dưới da, và các hạch bạch huyết sâu ở khắp các nơi khác. Hầu hết các hạch bạch huyết nông và sâu nằm gần hoặc trên các mạch máu. Có khoảng 450 hạch bạch huyết được tìm thấy khắp cơ thể.
Các hạch cổ và đầu (khoảng 70 hạch) chứa bạch huyết từ đầu và cổ, các hạch nách (khoảng 30 hạch) chứa bạch huyết từ chi trên và ở lớp ngực nông, các hạch ngực (khoảng 100 hạch) chứa bạch huyết từ thành ngực và các cơ quan, các hạch chậu bụng (khoảng 230 hạch) chứa bạch huyết từ bụng và chậu, và các hạch bẹn và khoeo (khoảng 20 hạch) chứa bạch huyết từ các chi dưới và lớp nông ở chậu.
Vòi bạch huyết
Sau khi đi qua các hạch bạch huyết, các mạch bạch huyết hội tụ lại để tạo thành các mạch lớn hơn gọi là các vòi bạch huyết, mỗi vòi dẫn lưu cho một phần chủ yếu của cơ thể.
Vòi tĩnh mạch cảnh dẫn lưu cho đầu và cổ; vòi dưới đòn dẫn lưu cho chi trên, phần nông thành ngực, và tuyến vú, vòi phế trung thất dẫn lưu cho các cơ quan trong lồng ngực và sâu trong thành ngực; vòi ruột dẫn lưu cho các cơ quan trong bụng, như ruột non, dạ dày, tuyến tụy, lá lách và gan; và vòi thắt lưng dẫn lưu cho chi dưới,  chậu và thành bụng, các cơ quan trong chậu, buồng trứng, tinh hoàn, thận và tuyến thượng thận.
Mô bạch huyết
Mô bạch huyết khuếch tán gồm các tế bào bạch huyết rải rác, các đại thực bào và các tế bào khác; nó không có ranh giới rõ ràng; và hòa trộn với các mô xung quanh. Nó nằm sâu trong lớp màng nhầy, quanh các hạt bạch huyết, và nằm trong hạch bạch huyết và lá lách.
Hạt bạch huyết
Các hạt bạch huyết là các tập hợp dày đặc hơn các mô bạch huyết được sắp xếp vào các cấu trúc cô đặc như hình cầu, kích cỡ đường kính từ vài trăm micrô mét đến vài millimet hay hơn. Các hạt bạch huyết có nhiều mô liên kết lỏng của hệ tiêu hóa, hô hấp, tiết niệu và sinh dục.
Mảng Peyer là sự kết tập của các hạt bạch huyết thấy được trong nửa đầu xa của ruột non và ruột thừa. Các hạt bạch huyết cũng thấy được ở trong hạch bạch huyết và lá lách, nơi chúng thường được gọi là các nang bạch huyết.
Hạch họng
Hạch họng là các nhóm hạt bạch huyết lớn và mô bạch huyết khuếch tán nằm sâu trong màng nhầy phía trong hầu họng.
Hạch họng cho sự bảo vệ chống lại vi khuẩn và các chất có thể gây hại đi vào hầu từ xoang mũi hay miệng. Ở người lớn, hạch họng nhỏ đi và cuối cùng có thể biến mất.
Có ba nhóm hạch họng, nhưng các hạch vòm miệng luôn được gọi là ‘hạch họng’.  Hạch này khá lớn, là hai khối bạch huyết hình bầu dục ở hai bên chỗ ngã ba giữa khoang miệng và hầu. Hạch hầu, là một tập hợp gần giống như sự kết tập của các hạt bạch huyết gần ngã ba giữa xoang mũi và hầu. Khi hạch hầu to ra, thường bị liên hệ đến bệnh V.A (adenoid hoặc adenoids). Hạch hầu sưng to có thể cản trở việc thở bình thường. Hạch hạnh nhân lưỡi là một tập hợp lỏng lẻo các hạt bạch huyết ở bề mặt sau của lưỡi.
Đôi khi hạch vòm miệng và hạch hầu bị viêm mãn tính và phải được nạo đi. Hạch hạnh nhân lưỡi ít bị viêm hơn các hạch khác và khó nạo bỏ được hơn.
Lá lách
Lá lách, kích cỡ chừng một nắm tay, nằm ở cực trên bên trái ổ bụng  Lưu trữ ngày 25 tháng 12 năm 2015 tại Wayback Machine. Trọng lượng trung bình lá lách của người trưởng thành là 180g ở nam và 140g ở nữ. Kích cỡ và trọng lượng của lá lách có khuynh hướng giảm ở người già, nhưng ở các bệnh nào đó, lá lách có thể đạt tới trọng lượng là 2000g hoặc hơn.
Lá lách tiêu hủy các tế bào máu đỏ có khiếm khuyết, phát hiện và phản ứng với các dị vật trong máu, và hoạt động như một nguồn trữ máu. Khi các tế bào máu già cỗi, không thể uốn và cuộn được nữa thì các tế bào này có thể rách ra khi đi chầm chậm qua mặt sàng các dây lá lách. Các đại thực bào sau đó ăn các mảnh vỡ tế bào. Các dị vật trong máu đi qua lá lách có thể kích thích một phản ứng miễn dịch vì có các tế bào bạch huyết đã biệt hóa có mặt trong tủy trắng.
Hệ thống miễn dịch da
Da có chứa một hệ thống miễn dịch được chuyên môn hoá bao gồm tế bào lymphô và tế bào trình diện kháng  nguyên. Da là cơ quan rộng nhất trong cơ thể tạo nên hàng rào vật lý quan trọng nhất ngăn cách cơ thể với vi sinh vật và các vật lạ của môi trường bên ngoài. Da còn là một bộ phận tích cực của hệ thống bảo vệ cơ thể có khả năng tạo ra phản ứng viêm và đáp ứng miễn dịch tại chỗ. Nhiều kháng nguyên lạ đã đi vào cơ thể qua đường da, do đó da cũng là nơi khởi động nhiều đáp ứng miễn dịch toàn thân khác.
 Quần thể tế bào chính trong lớp biểu mô là tế bào sừng (keratinocyte), tế bào hắc tố (melanocyte), tế bào  Langerhans biểu mô và tế bào T trong biểu mô (intraepithelial T cell). Tế bào sừng và tế bào hắc tố hình như không có vai trò quan trọng trong miễn dịch thu được, mặc dù tế bào sừng có thể sản xuất nhiều cytokin đóng góp cho phản ứng miễn dịch bẩm sinh và phản ứng viêm ở da. Tế bào Langerhanx nằm ở phía trên lớp màng căn bản của biểu mô, đây là những tế bào hình sao chưa trưởng thành của hệ thống miễn dịch da.
Tế bào Langerhans tạo nên một mạng lưới gần như liên tục cho phép bắt giữ hầu như toàn bộ những kháng nguyên nào xâm nhập vào cơ thể qua  da. Khi bị kích thích bởi các cytokin tiền viêm, tế bào Langerhans sẽ co các sợi tua của mình lại, mất tính kết dính với tế bào biểu mô và di chuyển vào lớp bì. Sau đó chúng theo đường bạch mạch trở về nhà của chúng là các hạch  bạch  huyết, quá trình này được kích thích bởi các chemokin chỉ tác động đặc hiệu lên tế bào Langerhans.
Hệ thống miễn dịch niêm mạc
Trong lớp niêm mạc của hệ tiêu hoá và hô hấp có tụ tập của nhiều tế bào lymphô và tế bào trình diện kháng nguyên có vai trò khởi động đáp ứng miễn dịch đối với kháng nguyên đường tiêu hoá (ăn vào) và hô hấp (hít vào). Cũng giống như da, lớp biểu mô niêm mạc là hàng rào  quan trọng ngăn cản sự xâm nhập của vi sinh vật.
Những hiểu biết của chúng ta về miễn dịch niêm mạc dựa chủ yếu vào những nghiên cứu ở đường tiêu hoá, còn những hiểu biết về miễn dịch niêm mạc hô hấp thì rất ít mặc dù đây cũng là đường xâm nhập rất thường xuyên của vi sinh vật. Tuy nhiên, hình như các khía cạnh của đáp ứng miễn dịch giống nhau ở cả hai mô lymphô niêm mạc này.

## Lâm sàng
Việc nghiên cứu dẫn lưu bạch huyết của cơ quan khác nhau là rất quan trọng trong chẩn đoán, tiên lượng và điều trị ung thư. Hệ thống bạch huyết, vì sự gắn liền của nó với nhiều mô của cơ thể, chịu trách nhiệm thực hiện các tế bào ung thư giữa các bộ phận khác nhau của cơ thể trong một quá trình được gọi là di căn. Các hạch bạch huyết can thiệp có thể bắt tiêu diệt các tế bào ung thư. Nếu việc thất bại trong việc tiêu diệt các tế bào ung thư hạch có thể trở thành các khối u thứ cấp.

### Hạch to
Hạch to dùng để chỉ một hoặc mở rộng nhiều hạch bạch huyết. Một, nhiều hạch hạch to nói chung có vai trò phản ứng để đáp ứng với nhiễm trùng hoặc viêm. Nó gọi là hạch địa phương. Khi nhiều hạch bạch huyết ở vùng khác nhau của cơ thể có liên quan, điều này được gọi là hạch tổng quát. Hạch Generalised có thể được gây ra bởi nhiễm trùng như nhiễm bạch cầu đơn nhân, bệnh lao và HIV, bệnh mô liên kết như SLE và viêm khớp dạng thấp, và các bệnh ung thư, bao gồm cả ung thư của mô trong các hạch bạch huyết, thảo luận dưới đây, và di căn của tế bào ung thư từ các bộ phận khác của cơ thể, mà đã đến thông qua hệ thống bạch huyết.
Phù bạch huyết
Phù bạch huyết là sưng gây ra bởi sự tích tụ của bạch huyết, xảy ra khi hệ thống bạch huyết tổn thương hoặc có dị tật. Nó thường ảnh hưởng đến chân tay; khuôn mặt, cổ và bụng cũng có thể bị ảnh hưởng. Nặng hơn có các biều hiện như chân voi, phù nề tiến triển tới mức độ mà da trở nên dày với sự xuất hiện tương tự như da voi chi.
Nguyên nhân chưa được biết ở hầu hết các trường hợp, nhưng thường trước đây có dấu hiệu nhiễm trùng nặng, thường được gây ra bởi một bệnh ký sinh trùng, chẳng hạn như bệnh giun chỉ[ bạch huyết.
Lymphangiomatosis là một căn bệnh liên quan đến nhiều u nang hoặc các tổn thương hình thành từ các mạch bạch huyết.
Phù bạch huyết cũng có thể xảy ra sau khi phẫu thuật cắt bỏ ung thư hạch bạch huyết ở nách (gây ra các cánh tay sưng lên do dẫn lưu bạch huyết kém) hoặc háng (gây sưng chân). Điều trị bằng xoa bóp, và không phải là vĩnh viễn.

### Vỡ lách
Mặc dù lá lách được các xương sườn bảo vệ, nó thường bị vỡ trong những chấn thương do sang chấn ở ổ bụng. Lá lách bị vỡ có thể gây chảy máu nghiêm trọng, sốc và tử vong. Can thiệp bằng phẫu thuật có thể cầm máu. may và các thuốc chống đông máu. Mắt lưới quấn quanh lách có thể giữ nó liền nhau. Phẫu thuật cắt bỏ lách có thể cần nếu các kỹ thuật khác không cầm được máu. Các cơ quan bạch huyết khác và gan phải bù đắp lại cho việc mất các chức năng của lách.

### Ung thư bạch huyết
Ung thư hệ bạch huyết có thể là chính hay phụ. Lymphoma là dạng ung thư phát sinh từ mô bạch huyết. Bệnh bạch cầu lympho và tế bào bạch huyết hiện nay được coi là khối u của cùng loại của các dòng tế bào. Họ được gọi là "bệnh bạch cầu" khi trong máu hoặc tủy và "lymphoma" khi trong mô bạch huyết. Chúng được nhóm lại với nhau dưới cái tên "ác tính bạch huyết".
Lymphoma thường được coi như một trong hai Hodgkin lymphoma hoặc non-Hodgkin lymphoma. Hodgkin lymphoma được đặc trưng bởi một loại tế bào, gọi là tế bào Reed-Sternberg, nhìn thấy dưới kính hiển vi. Nó được kết hợp với nhiễm trùng trong quá khứ với các virus Epstein-Barr, và thường gây ra đau "cao su" hạch to. Nó được tổ chức, sử dụng Ann Arbor dàn dựng. Hóa trị thường liên quan đến các ABVD và cũng có thể tham gia xạ trị. Non-Hodgkin lymphoma là một bệnh ung thư đặc trưng bởi sự gia tăng phổ biến của tế bào B hoặc tế bào T, thường xảy ra trong một nhóm tuổi lớn hơn hơn Hodgkin lymphoma. Nó được xử lý theo cho dù đó là cao cấp hay cấp thấp, và mang một tiên lượng kém hơn so với Hodgkin lymphoma.
Lymphangiosarcoma là một ác tính của khối u mô mềm, trong khi lymphangioma là một khối u lành tính xảy ra thường xuyên kết hợp với hội chứng Turner. Lymphangioleiomyomatosis là một khối u lành tính của các cơ trơn của các mạch bạch huyết xảy ra trong phổi.

## Lịch sử
Hippocrates, trong thế kỷ thứ 5 trước Công nguyên, là một trong những người đầu tiên đề cập đến hệ thống bạch huyết. Trong công việc của mình trên mối nối, ông giới thiệu vắn tắt các hạch bạch huyết trong một câu. Rufus của Ephesus, một bác sĩ La Mã, xác định các nách, hạch bẹn và mạc treo các nút cũng như tuyến ức trong ngày 1 đến thế kỷ thứ 2. Việc đề cập đến đầu tiên của các mạch bạch huyết là vào thế kỷ thứ 3 trước Công nguyên bởi Herophilos, một nhà giải phẫu học Hy Lạp sống ở Alexandria, người kết luận không chính xác rằng "tĩnh mạch hấp thụ của hệ bạch huyết", ý nói các lacteals (các mạch bạch huyết của ruột), để ráo nước vào tĩnh mạch cửa gan, và do đó vào gan. Những phát hiện của Ruphus và Herophilos được tiếp tục nhân giống bằng các bác sĩ Hy Lạp Galen, người đã mô tả lacteals và các hạch bạch huyết mạc treo mà ông quan sát thấy trong bóc tách mình của loài khỉ và lợn ở thế kỷ thứ 2.
Vào giữa thế kỷ 16, Gabriele Falloppio (người khám phá ra các ống dẫn trứng), mô tả những điều mà nay được gọi là lacteals là "chảy trong ruột đầy đủ các chất màu vàng." Trong khoảng 1563 Bartolomeo Eustachi, một giáo sư giải phẫu, mô tả ống ngực ở ngựa là vena alba thoracis. Các bước đột phá tiếp theo đến khi năm 1622 là một bác sĩ, Gaspare Aselli, xác định các mạch bạch huyết của ruột ở chó và gọi chúng -tĩnh alba et lacteae, mà bây giờ được gọi là chỉ đơn giản là lacteals. Các lacteals được gọi là loại thứ tư của tàu (ba người kia là động mạch, tĩnh mạch và thần kinh, sau đó được cho là một loại tàu), và bác bỏ khẳng định của Galen rằng dưỡng trấp được tiến hành bởi các tĩnh mạch. Tuy nhiên, ông vẫn tin rằng lacteals mang dưỡng trấp đến gan (như được dạy bởi Galen). Ông cũng xác định ống ngực nhưng không thấy kết nối của nó với các lacteals. Kết nối này được thành lập bởi Jean Pecquet trong năm 1651, những người tìm thấy một chất dịch màu trắng trộn với máu trong trái tim của một con chó. Ông nghi ngờ rằng chất lỏng là dưỡng trấp như dòng chảy của nó tăng lên khi áp lực ổ bụng đã được áp dụng. Ông bắt nguồn từ chất lỏng này để ống ngực, sau đó ông theo một túi chứa đầy dưỡng trấp ông gọi là receptaculum chyli, mà bây giờ được gọi là chyli cisternae; điều tra thêm đã dẫn ông để thấy rằng nội dung lacteals 'nhập hệ thống tĩnh mạch qua ống ngực. Như vậy, nó đã được chứng minh một cách thuyết phục rằng lacteals không chấm dứt trong gan, do đó bác bỏ ý tưởng thứ hai của Galen: đó là dưỡng trấp chảy đến gan. Johann Veslingius đã vẽ những bản phác thảo đầu tiên của lacteals ở người trong 1647.
Ý tưởng cho rằng máu recirculates qua cơ thể chứ không phải được sản xuất lần nữa bởi gan và tim lần đầu tiên được chấp nhận như là một kết quả của các tác phẩm của William Harvey việc -a ông xuất bản năm 1628 Năm 1652, Olaus Rudbeck (1630-1702), một Thụy Điển, phát hiện một số tàu suốt trong gan có chứa chất lỏng rõ ràng (và không phải màu trắng), và do đó đặt tên cho họ tàu hepatico chứa nước. Ông cũng được biết họ đổ vào ống ngực, và rằng họ đã van. Ông đã công bố phát hiện của mình trong tòa án của Nữ hoàng Christina của Thụy Điển, nhưng không công bố phát hiện của mình trong một năm, và trong thời kết quả tương tự được xuất bản bởi Thomas Bartholin, người đã xuất bản thêm rằng tàu đó có mặt ở khắp mọi nơi trong cơ thể, không chỉ trong gan. Ông cũng là một trong những đã được đặt tên chúng là "các mạch bạch huyết." Điều này đã dẫn đến một cuộc tranh cãi gay gắt giữa một trong những học sinh Bartholin, Martin Bogdan, và Rudbeck, người mà ông bị cáo buộc đạo văn.
Ý tưởng của Galen chiếm ưu thế trong y học cho đến thế kỷ thứ 17. Người ta tin rằng máu đã được sản xuất bởi gan từ dưỡng trấp nhiễm bệnh của ruột và dạ dày, để đó các linh hồn khác nhau đã được bổ sung bởi các cơ quan khác, và rằng máu này đã được tiêu thụ bởi tất cả các cơ quan của cơ thể. Lý thuyết này yêu cầu rằng máu được tiêu thụ và sản xuất nhiều lần hơn. Ngay cả trong thế kỷ 17, những ý tưởng của mình được bảo vệ bởi một số bác sĩ.
Alexander Monro, Đại học của Trường Y khoa Edinburgh, là người đầu tiên mô tả các chức năng hệ bạch huyết trong từng chi tiết.

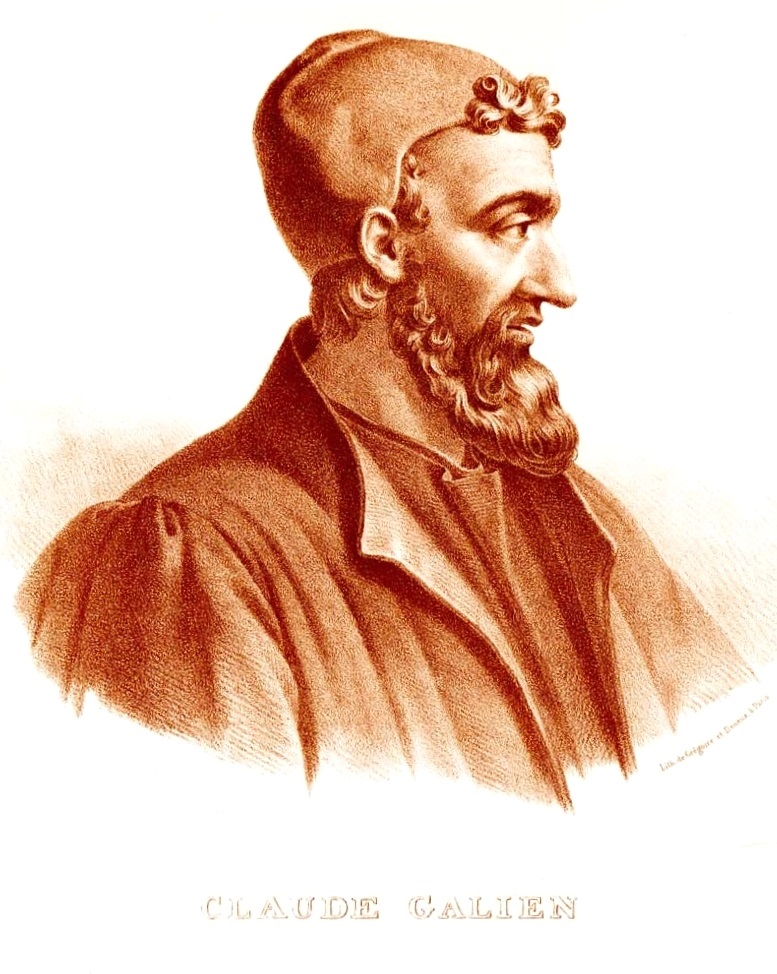
"Claude Galien". Lithograph by Pierre Roche Vigneron. (Paris: Lith de Gregoire et Deneux, ca. 1865)
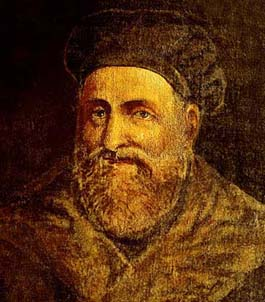
Gabriele Falloppio
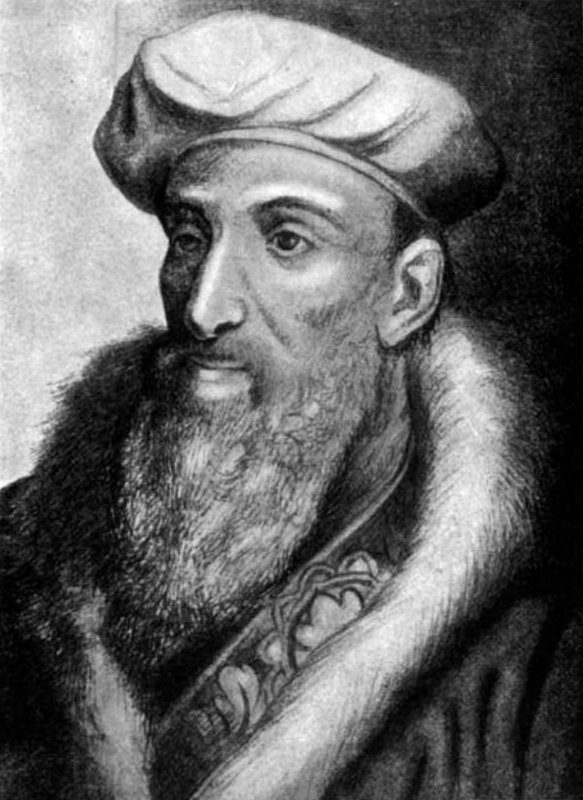
Portrait of Eustachius
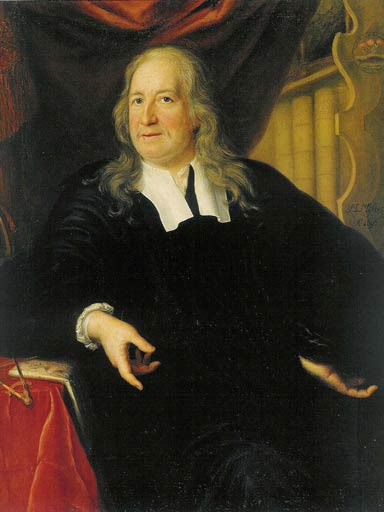
Olaus Rudbeck in 1696.
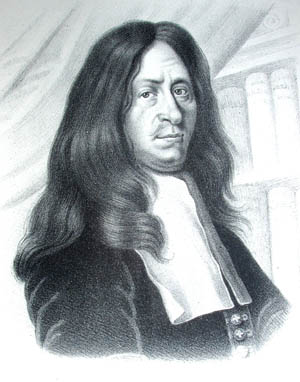
Thomas Bartholin